# Bob et Rose
Bob et Rose (Bob and Rose) est un feuilleton télévisé britannique en six épisodes de 47 minutes, créé par Russell T Davies et diffusé entre le 10 septembre et le 15 octobre 2001 sur ITV. En France, le feuilleton a été diffusé à partir du 4 mai 2003 sur Jimmy.

## Synopsis
Ce feuilleton met en scène le coup de foudre entre un homosexuel, Bob Gossage, et une trentenaire hétérosexuelle, Rose Cooper.

## Distribution
- Alan Davies (VF : Constantin Pappas) : Robert « Bob » Gossage
- Lesley Sharp (VF : Françoise Rigal) : Rose Cooper
- Jessica Stevenson (VF : Brigitte Virtudes) : Holly Vance

- Version française
  - Société de doublage : Studio SOFI[1]
  - Direction artistique : Blanche Ravalec[1]
  - Adaptation : Vincent Szczepanski[1]

Source VF : Doublage Séries Database

## Épisodes
1. Quand Bob rencontre Rose (Épisode 1)
2. Bob s'éclate (Épisode 2)
3. Bob n'est pas si bi (Épisode 3)
4. Présentations (Épisode 4)
5. Déclarations (Épisode 5)
6. Aveux (Épisode 6)